# Cele 100 de școli de gândire
Cele 100 de școli de gândire (chineză: 諸子百家; pinyin: zhūzǐ bǎijiā) au fost curente filosofice și școli care au apărut între secolul al VI-lea și anul 221 î.Hr., în Perioada Primăverilor și Toamnelor și cea a Statelor Combatante din China antică.
A fost o eră de mare expansiune culturală și intelectuală în China, fiind cunoscută de asemenea ca Epoca de Aur a filosofiei chineze.